# Trophy Club (Teksas)
Trophy Club je gradić u američkoj saveznoj državi Teksas. Prema popisu stanovništva iz 2010. u njemu je živjelo 8.024 stanovnika.